# 曼斯維爾 (紐約州傑佛遜縣)
曼斯維爾（英語：Mannsville）是位於美國紐約州傑佛遜縣的村。

## 人口
根據2020年美國人口普查的數據，曼斯維爾的面積為2.41平方千米，當中陸地面積為2.32平方千米，而水域面積為0.08平方千米。當地共有人口297人，而人口密度為每平方千米123人。